# Levin August von Bennigsen

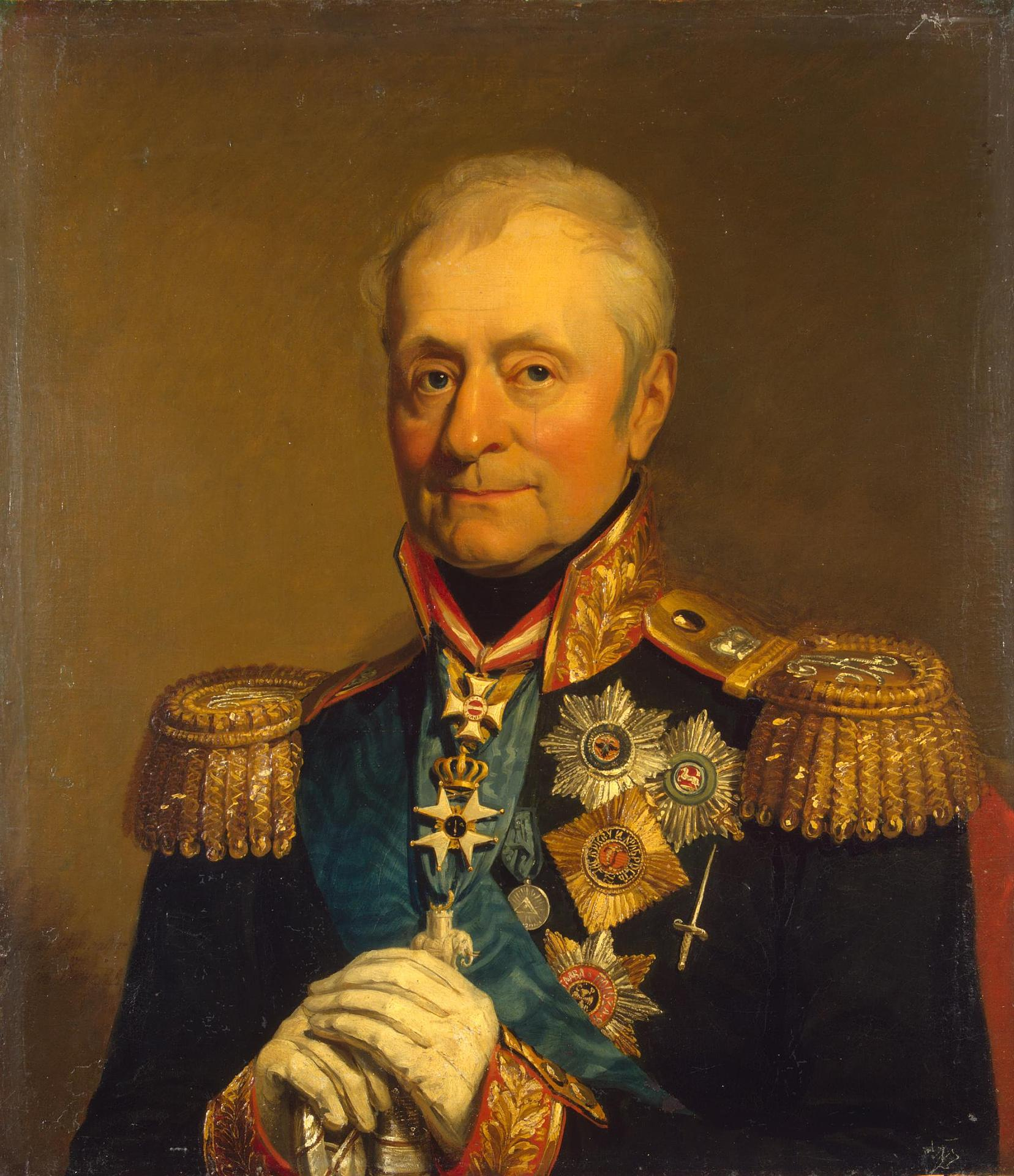
Retrato por George Dawe en la Galería Militar.

Levin August Gottlieb Theophil von Bennigsen (en ruso: Лео́нтий Лео́нтьевич Бе́ннигсен, Leontiy Leontyevich Bennigsen; 10 de febrero de 1745, Braunschweig - 3 de diciembre de 1826, Banteln) fue un general alemán al servicio del Imperio ruso.

## Biografía
Nació en una familia hanoveriana en Brunswick y sirvió sucesivamente como paje en la corte de Hanóver y como oficial de la infantería de guardias donde participó en la Guerra de los Siete Años. En 1765, se retiró del ejército hanoveriano y entró en el servicio ruso como oficial de campo en el regimiento de mosqueteros de Viatka en 1773. Luchó contra los turcos en 1774 y en 1778, convirtiéndose en teniente-coronel en este último año. En 1787 su conducta en el asalto de Ochákov le valió la promoción al rango de brigadier, y se distinguió repetidamente en el aplastamiento del levantamiento de Kościuszko y en la Guerra persa de 1796. 
En 1794 se le concedió la Orden de San Jorge de tercera clase y una finca en la guberniya de Minsk y el asecenso a mayor general por sus logros en la anterior campaña.
En 1798 fue despedido del servicio militar por el zar Pablo I alegando sus conexiones con Platón Zúbov. Es conocido que tomó parte activa en la fase de planificación de la conspiración para el asesinato de Pablo I, pero su papel en el regicidio permanece como materia de conjetura. El zar Alejandro I lo hizo gobernador-general de Lituania en 1801, y en 1802 general de caballería.
En 1806 estuvo al mando de uno de los ejércitos rusos operando contra Napoleón, cuando participó en la batalla de batalla de Pułtusk y se reunió en persona con el emperador en la sangrienta batalla de Eylau (8 de febrero de 1807). En la batalla de Pultusk resistió a las tropas francesas a las órdenes de Jean Lannes antes de retirarse. Esto le mereció recibir la Orden de San Jorge de segunda clase, y tras la batalla de Eylau le fue nombrado caballero de la Orden de San Andrés, la más alta condecoración del Imperio ruso. Aquí pudo proclamar haber infligido el primer revés sufrido por Napoleón, aunque seis meses más tarde Bennigsen se encontró con la aplastante derrota de Friedland (14 de junio de 1807), cuya directa consecuencia serían los Tratados de Tilsit.
Bennigsen fue duramente criticado por la batalla de Friedland y por la declinación de la disciplina en el ejército, por lo que estuvo retirado algunos años. Sin embargo, en la campaña de 1812 reapareció en el ejército en varias posiciones de responsabilidad. Estuvo presente en Borodinó, y derrotó a Murat en la batalla de Tarútino donde él mismo fue herido en la pierna, aunque a cuenta de una disputa con el Mariscal Kutúzov, el comandante en jefe ruso, fue obligado a retirarse del empleo militar activo.
Tras la muerte de Kutuzov fue reclamado de nuevo y puesto a la cabeza de un ejército. Bennigsen participó en las batallas de Bautzen y Lützen, liderando una de las columnas que realizaron el ataque decisivo en el último día de la batalla de Leipzig (16-19 de octubre de 1813). En la misma tarde fue hecho conde por el emperador Alejandro I, y desde entonces comandó las fuerzas que operaron contra el Mariscal Davout en el Norte de Alemania, muy notoriamente en el asedio a lo largo de todo un año en Hamburgo (1813-14). 
Tras la paz del tratado de Fontainebleau recibió la Orden de San Jorge de primera clase, que era la más alta de las condecoraciones militares rusas, por sus acciones en las guerras napoleónicas en general.
Después de la paz general desempeñó un puesto de mando entre 1815 y 1818, cuando se retiró del servicio activo y se estableció en su finca hanoveriana de Banteln cerca de Hildesheim. Para el fin de sus días había perdido completamente la vista. Murió a la edad de 81 años. 
Su hijo, el conde Alexander Levin von Bennigsen (1809-1893), fue un distinguido hombre de estado hanoveriano.